# Hans Zengerle
Hans Zengerle (* 12. April 1947 in Marienstein) ist ein ehemaliger deutscher Fußballspieler, der für Hertha BSC 14 Spiele in der 1. Bundesliga bestritt.

## Spielerkarriere
Hans Zengerle spielte zunächst für den SV Marienstein, bevor er zum ESV Ingolstadt-Ringsee wechselte. Dort absolvierte er in der Regionalliga-Saison 1968/69 unter Trainer Willibald Hahn alle 34 Spiele, wobei ihm zehn Treffer gelangen. Zur Saison 1969/70 schulte ihn der neue Übungsleiter Karl Mai zum Verteidiger um. Zengerle füllte diese Rolle so gut aus, dass er auch unter Mais Nachfolger Werner Bickelhaupt Stammspieler blieb und 32 Saisonspiele bestritt. Ins  Spieljahr 1970/71 ging Ingolstadt erneut mit einem neuen Trainer. Karl-Heinz Schmal setzte Zengerle ebenso wie seine Vorgänger als Stammspieler ein und dieser zahlte das in ihn gesetzte Vertrauen zurück, indem er mit guten Leistungen in 35 Partien (zwei Tore) dem ESV zum Klassenerhalt verhalf.
Zur Bundesliga-Spielzeit 1971/72 ging Hans Zengerle zu Hertha BSC. Jedoch setzte Helmut Kronsbein ihn lediglich neunmal ein. 1972/73 kam Zengerle sogar nur noch auf fünf Einsätze.
Deshalb und wegen einer gravierenden Verletzung wechselte Hans Zengerle im Sommer 1973 zum ESV Ingolstadt zurück.